# Medal of Honor: Airborne
Medal of Honor: Airborne je akční FPS střílečka z prostředí druhé světové války, která byla vyvinuta studiem EA Los Angeles pro Microsoft Windows a Xbox 360 začátkem září 2007 a PlayStation 3 verze koncem září 2007. Hra na PlayStation 2 a Wii byla vyvíjena, ale později zrušena. Tento díl se odehrává na evropských bojištích a je to první díl, ve kterém hrajete za parašutistu a začínáte misi seskokem z letadla.
V režimu pro jednoho hráče se ujmete vojáka Boyda Traverse, vymyšleného parašutistu 82. divize amerických výsadkářů. V misích se podíváte do Itálie, severní Francie, Nizozemí a Německa, každá z nich začíná seskokem za nepřátelskými liniemi, vy pak musíte zlikvidovat dané objekty. MoH: Airborne má i multiplayer pro online hraní, kde si můžete vybrat buďto hraní za Američana, kdy seskočíte z letadla nebo začít za Němce na zemi a bránit pozice před nepřátelskými výsadkáři.
Hra používá hodně upravený Unreal Engine 3. MoH: Airborne přináší nelineární styl hraní, kdy hráč může seskočit kdekoliv na mapě a vybrat si svůj první cíl sám. Díl MoH: Allied Assault byl opak Airbornu, kde jste začali na předem určeném místě a postupovali pouze jednou předem vyhrazenou cestou.

## Vývoj
Vývoj MoH: Airborne začal ke konci roku 2004, když herní designéři chtěli novou hru, která přinese revoluci na scénu série Medal of Honor. Myšlenka za hraní parašutisty, se kterým jste mohli kdekoliv na mapě seskočit se stala hlavním tahounem hry. Každá mise začíná seskokem z letadla a vy si pak vyberete místo seskoku, také si můžete vybrat, jaký úkol si za první cíl vyberete. Autoři chtěli udělat hodně nelineární Medal of Honor, který by ale nějak neměnil výbornou hratelnost, jako v minulých dílech, kde jste měli nastavený bod, kde v misi začnete a mise byly lineární. Herní tým spolupracoval se specialistou na zbraně z 2. světové války. Zvuky byly nahrány ze skutečných zbraní a tanků druhé světové války. Zvuk v MoH: Airborne je tak detailní, že jsou i rozdílné zvuky bot amerických a německých vojáků.
MoH: Airborne byl vyvíjen s konzultacemi komunit zabývajících se sérií Medal of Honor, včetně spolků a fór. Někteří admini fanstránek Medal of Honor byli vyzváni k vyzkoušení multiplayeru v MoH: Airborne na předváděcím summitu v červenci 2007 a bylo zjištěno mnoho problémů. Největším nedostatkem bylo málo dedikovaných serverů, opožděná reakce myši a úpadek snímků ve hře. Po skončení summitu se nabídla otázka, kdy se všechny tyto chyby opraví a kdy vyjde první patch.
Singleplayer demo bylo vydáno 23. srpna 2007, zahrát jste si mohli první misi s názvem Operace Husky.

## Herní engine
MoH: Airborne používá hodně upravený Unreal Engine 3. Herní jádro začala vyvíjet EA, když převzala Renderware engine, ale nakonec se rozhodlo pro Unreal Engine 3 začátkem roku 2006, a tak se vývoj hry prodloužil o rok. Engine je speciálně navržen pro konzole Xbox 360, PlayStation 3 a pro počítače s kartou podporující DirectX 9 a 10. Engine navíc podporuje mnoho grafických technik včetně HDDR, osvětlení pixelů či dynamické stíny.